# Gouvernement Pskov
Het gouvernement Pskov (Russisch: Псковская губерния; Pskovskaja goebernija) was een gouvernement (goebernija) van het keizerrijk Rusland. Het gouvernement grensde aan de gouvernementen Sint-Petersburg, Novgorod, Tver, Smolensk, Vitebsk en Riga. Het gouvernement ontstond in 1772 en tot 1777 en daarna van 1796 tot 1927. De hoofdstad was Opotsjka van 1772 tot 1776 en Pskov na 1776.

## Geschiedenis
Het gouvernement ontstond in 1772 na de Eerste Poolse Deling toen delen van Lijfland en Wit-Rusland  werden overgedragen aan Rusland. Om deze gebieden te beheersen werd het gouvernement Pskov opgericht. De provincies Velikiye Luki en Pskov Province van het gouvernement Novgorod werden ook onderdeel van het gouvernement Pskov. De provincies Vitebsk, Polotsk, Dvinawerden van Polen overgedragen aan Rusland en werden onderdeel van het gouvernement Pslov. De stad Opochk werd de hoofdstad van het gouvernement.
Het gouvernement Pskov bleek te groot om goed te besturen en daarom werd het gebied in 1776 bij een decreet van keizerin Catharina II van Rusland verdeeld tussen de gouvernementen Pskov en Polotsk. Pskov werd de nieuwe hoofdstad van het gouvernement Pskov. De steden Gdov en Porchov gingen over van het gouvernement Novgorod naar het gouvernement Pskov.
In 1777 werd de naam van het gouvernement Pskov veranderd in het onderkoninkrijk Pskov dat in Novgorod bestuurd werd door Jacob Sievers, die op dat moment de gouverneur van het onderkoninkrijk Novgorod en het onderkoninkrijk Tver was. In 1796 was het onderkoninkrijk afgeschaft en op 31 december 1796 werd het gouvernement Pskov door een decreet van keizer Paul I van Rusland in ere hersteld. Het gouvernement bestond nu uit zes oejezden.
In 1802 werd de oejezd Novorzjev en de oejezd Kholm opgericht. In 1924 werd deen de oejezd Nevel, de oejezd Velizj en de oejezd Sebezj van het gouvernement Vitebsk overgedragen aan het gouvernement Pskov. Op 1 augustus 1927 werd het gouvernement Pskov overgedragen in de oblast Pskov.

## Gouverneurs
- 1772–1775 Mikhail Nikolayevich Krechetnikov
- 1775–1776 Alexey Vasilyevich Naryshkin
- 1776–1777 Khristophor Romanovich Nolken
- 1797 Ivan Alexeyevich Molchanov
- 1797–1798 Larion Spiridonovich Alexeyev
- 1798–1800 Alexey A. Bekleshov
- 1800–1807 Yakov Ivanovich Lamzdorf
- 1807–1811 Nikolay Osipovich Laba
- 1811–1816 Pyotr Ivanovich Shakhovskoy
- 1816–1826 Boris Antonovich Aderkas
- 1826–1830 Andrey Fyodorovich Kvitka
- 1830–1839 Alexey Nikitich Peshchurov
- 1839–1845 Fyodor Fyodorovich Bartolomey
- 1845–1856 Alexey Yegorovich Cherkasov
- 1856–1864 Valerian Nikolayevich Muravyov
- 1864–1867 Konstantin Ivanovich von der Palen
- 1867–1868 Boris Petrovich Obukhov
- 1868–1872 Mikhail Semyonovich Kakhanov
- 1886–1888 Alexander Alexandrovich Ikskul von Gildenbandt
- ? Alexander Lvovich Cherkasov
- 1900–1903 Boris Alexandrovich Vasilchikov
- 1903–1911 Alexander Vasilyevich Adlerberg
- 1911–1915 Nikolay Nikolayevich Medem
- 1915–1916 Dmitry Grigoryevich Yavlensky